# Kostrzyńsko-Słubicka Specjalna Strefa Ekonomiczna
Kostrzyńsko-Słubicka Specjalna Strefa Ekonomiczna – jedna z czternastu specjalnych stref ekonomicznych na terenie zachodniej Polski z 29 podstrefami inwestycyjnymi w województwach: lubuskim, zachodniopomorskim i wielkopolskim. Zarządzającym strefą jest spółka Kostrzyńsko-Słubicka Specjalna Strefa Ekonomiczna SA z siedzibą w Kostrzynie nad Odrą.
Strefa obejmuje grunty o powierzchni 1868,0492 ha, położone na terenach:
- miast: Białogard, Gniezno, Gorzów Wielkopolski, Gubin, Kostrzyn nad Odrą, Nowa Sól, Poznań, Szczecin, Wągrowiec, Zielona Góra i Żary oraz
- gmin: Barlinek, Buk, Bytom Odrzański, Chodzież, Czerwieńsk, Dębno, Dobiegniew, Drezdenko, Goleniów, Gryfino, Gubin, Kamień Pomorski, Kargowa, Karlino, Kożuchów, Krosno Odrzańskie, Kwilcz, Lubsko, Łobez, Międzyrzecz, Nowogard, Nowy Tomyśl, Pełczyce, Przemęt, Rzepin, Skwierzyna, Słubice, Stęszew, Strzelce Krajeńskie, Sulechów, Sulęcin, Swarzędz, Śmigiel i Wronki.

Według obowiązującego rozporządzenia strefa ma działać do 31 grudnia 2026 r.

## Podstrefy inwestycyjne
| Województwo        | Nazwa podstrefy               | Powierzchnia | Liczba kompleksów | Gminy                               |
| ------------------ | ----------------------------- | ------------ | ----------------- | ----------------------------------- |
| lubuskie           | Podstrefa Bytom Odrzański     | 13,27 ha     | 1                 | Bytom Odrzański                     |
| lubuskie           | Podstrefa Czerwieńsk          | ??           | 4                 | Czerwieńsk                          |
| lubuskie           | Podstrefa Dobiegniew          | ??           | 1                 | Dobiegniew                          |
| lubuskie           | Podstrefa Drezdenko           | ?            | ?                 | Drezdenko                           |
| lubuskie           | Podstrefa Gorzów Wielkopolski | 86,49 ha     | 3                 | Gorzów Wielkopolski (miasto)        |
| lubuskie           | Podstrefa Gubin               | ?            | 2                 | Gubin (miasto), Gubin               |
| lubuskie           | Podstrefa Kargowa             | ?            | ?                 | Kargowa                             |
| lubuskie           | Podstrefa Kostrzyn            | 226,63 ha    | 5                 | Kostrzyn nad Odrą (miasto)          |
| lubuskie           | Podstrefa Kożuchów            | ??           | 1                 | Kożuchów                            |
| lubuskie           | Podstrefa Krosno Odrzańskie   | ?            | ?                 | Krosno Odrzańskie                   |
| lubuskie           | Podstrefa Lubsko              | 40 ha        | 1                 | Lubsko                              |
| lubuskie           | Podstrefa Międzyrzecz         | 11,50 ha     | 1                 | Międzyrzecz                         |
| lubuskie           | Podstrefa Nowa Sól            | ??           | 3                 | Nowa Sól (miasto)                   |
| lubuskie           | Podstrefa Rzepin              | 4,52 ha      | 1                 | Rzepin                              |
| lubuskie           | Podstrefa Skwierzyna          | 12 ha        | 2                 | Skwierzyna                          |
| lubuskie           | Podstrefa Słubice             | 169,78 ha    | 2                 | Słubice                             |
| lubuskie           | Podstrefa Strzelce Krajeńskie | ?            | ?                 | Strzelce Krajeńskie                 |
| lubuskie           | Podstrefa Sulechów            | 44,0383 ha   | 5                 | Sulechów                            |
| lubuskie           | Podstrefa Sulęcin             | 10 ha        | 1                 | Sulęcin                             |
| lubuskie           | Podstrefa Zielona Góra        | 57 ha        | 2                 | Zielona Góra (miasto), Zielona Góra |
| wielkopolskie      | Podstrefa Buk                 | 6,29 ha      | 1                 | Buk                                 |
| wielkopolskie      | Podstrefa Chodzież            | 16,27 ha     | 1                 | Chodzież                            |
| wielkopolskie      | Podstrefa Gniezno             | ??           | 2                 | Gniezno (miasto)                    |
| wielkopolskie      | Podstrefa Krobia              | ??           | 1                 | Krobia                              |
| wielkopolskie      | Podstrefa Kwilcz              | ??           | 1                 | Kwilcz                              |
| wielkopolskie      | Podstrefa Nowy Tomyśl         | 9,86 ha      | 1                 | Nowy Tomyśl                         |
| wielkopolskie      | Podstrefa Poznań              | 51,47 ha     | 1                 | Poznań (miasto)                     |
| wielkopolskie      | Podstrefa Przemęt             | 5,75 ha      | 1                 | Przemęt                             |
| wielkopolskie      | Podstrefa Stęszew             | ??           | 1                 | Stęszew                             |
| wielkopolskie      | Podstrefa Swarzędz            | 79,91 ha     | 1                 | Swarzędz                            |
| wielkopolskie      | Podstrefa Śmigiel             | 7,18 ha      | ?                 | Śmigiel                             |
| wielkopolskie      | Podstrefa Wągrowiec           | ?            | ?                 | Wągrowiec                           |
| wielkopolskie      | Podstrefa Wronki              | ?            | ?                 | Wronki                              |
| zachodniopomorskie | Podstrefa Barlinek            | 33,75 ha     | 5                 | Barlinek                            |
| zachodniopomorskie | Podstrefa Białogard           | 514,4 ha     | 2                 | Białogard (miasto)                  |
| zachodniopomorskie | Podstrefa Dębno               | 3,66 ha      | ?                 | Dębno                               |
| zachodniopomorskie | Podstrefa Goleniów            | 64,78 ha     | 10                | Goleniów                            |
| zachodniopomorskie | Podstrefa Gryfino             | 57,59 ha     | 1                 | Gryfino                             |
| zachodniopomorskie | Podstrefa Kamień Pomorski     | 44,8 ha      | ?                 | Kamień Pomorski                     |
| zachodniopomorskie | Podstrefa Karlino             | 56,26 ha     | 4                 | Karlino                             |
| zachodniopomorskie | Podstrefa Łobez               | 24,19 ha     | 3                 | Łobez                               |
| zachodniopomorskie | Podstrefa Nowogard            | 20,19 ha     | ?                 | Nowogard                            |
| zachodniopomorskie | Podstrefa Pełczyce            | 23,14 ha     | ?                 | Pełczyce                            |

## Historia
K-SSSE została ustanowiona w 1997 r. przez rząd Włodzimierza Cimoszewicza i miała działać do 2017 r. Następnie obszar podstref był wielokrotnie zmieniany przez kolejne rządy.
Z KSSSE wyłączono podstrefę Police obejmującą wcześniej 2 kompleksy.
W 2008 r. pierwszy rząd Donalda Tuska przedłużył działanie strefy o 3 lata do końca 2020 r. W 2013 r. drugi rząd Donalda Tuska przedłużył działanie strefy o 6 lat do 2026 r.
Prezesami byli w latach 1997-2002 Jerzy Korolewicz, 2002-2006 Zbigniew Faliński, 2006-2010 Krzysztof Dołganow, 2010-2016 Artur Malec, 2016-2024 Krzysztof Kielec. Od 2024 roku tę funkcję pełni Tomasz Pisarek.

## Odznaczenia i wyróżnienia
- 2008: Odznaka Honorowa „Za zasługi dla województwa lubuskiego”[40]
- 2012: Odznaka Honorowa „Za zasługi dla województwa lubuskiego”[41]